# Eupithecia confusata
Eupithecia confusata là một loài bướm đêm trong họ Geometridae.